# Glamočnica
Glamočnica ili Glomočnica je rijeka u Hrvatskoj u Lici, desna pritoka Like. Duga je 12,3 km. Izvire u blizini Kruškovaca. Prolazi kroz Kruškovac i Medak.